# Jørn Stjerneklar
Jørn Stjerneklar (født 26. april 1957 i København) er en prisvindende dansk fotograf, kameramand og journalist. Han har boet i Afrika mange år og blev blandt andet kendt for at bevidne folkedrabet i Rwanda i 1994.
Jørn Stjerneklar flyttede som 8-årig i 1966 ind i Urbanplanen og boede der indtil han var 17 år.
Hans oplevelser og gensyn med Urbanplanen som voksen var udgangspunkt for dokumentarfilmen Planen vist på DR i 2013.
Han gik i Sundparkens Skole, på Sankt Jørgens Gymnasium og på Københavns Tekniske Skole.
Siden 1983 har han arbejdet som freelance fotograf og kameramand for flere danske og en række internationale medier, som kameramand for BBC, ABC, DR, TV2, finske YLE, svenske TV4 og flere mindre produktionsselskaber. Hans stillbilleder har været bragt i Time Magazine, Newsweek, The Economist, Financial Times, Süddeutsche Zeitung og flere andre internationale aviser samt alle større danske aviser og magasiner.
Han har arbejdet i mere end 80 lande, specielt de afrikanske lande.
I 1988 var Stjerneklar med den senere statsminister Lars Løkke Rasmussen i Afghanistan i forbindelse med et skoleprojekt som Venstres Ungdom og Konservative Gymnasiaster ville samle ind til i et højre-orienteret alternativ til Operation Dagsværk.
Under det 10-dage lange besøg tog Stjerneklar et senere berømt fotografi af Lars Løkke Rasmussen sammen med tre mujaheddiner, hvor Rasmussen holder en AK-47. Billedet er også grundlag for radiodokumentaren Billedet af statsministen sendt på P1 i 2016.
I april 1994 blev Stjerneklar engageret til at dække Folkedrabet i Rwanda af den amerikanske tv-station ABC. Det blev senere til dokumentarfilmen Tom, Gud og Harry, der i 2009 gav ham kåringen som Årets tv-fotograf ved Årets Pressefoto.
Udover udenrigsrepportage , herunder krigsrepportage, har Stjerneklar også lavet arbejde i andre sammenhænge. Således lavede han i 1998 dokumentarfilmen Tyg på den for Dyrenes Beskyttelse om produktionsformer i den danske landbrugssektor.
I årene 2015-2018 arbejdede Jørn Stjerneklar og hans partner journalist Helle Maj sammen med den sydafrikanske politi-eliteenhed Hawks. Samarbejdet udmøntede sig i, at den danske tækkemand Peter Frederiksen blev idømt to gange livstid for drab og seksuelle overgreb. Samarbejdet blev dokumenteret i Danmarks Radios true crime-serie i tre afsnit på DR1, Hvid mands dagbog, sendt i januar 2018. Serien modtog TV-Prisen 2019 for Bedste Crime.
I 2016 lavede Jørn Stjerneklar tre meget personlige portrætter med de tre fotografer Jan Garup, Peter Hove og Jørn selv om deres udfordringer med PTSD, som er tilgængelige på Vimeo og hos Dansk Journalistforbund.
Den 31/10 2019 blev podcastserien 'I en danskers blodspor' lagt op på DRs hjemmeside. Serien handler også om den danske tækkemand Peter Frederiksen, som sidder fængslet i Sydafrika, og er på syv afsnit. Podcasten blev produceret i samarbejde med journalisterne Helle Maj og Torben Brandt. Serien blev i 2020 nomineret til radioprisen Prix Italia og den danske radiopris Prix Radio, hvor den vandt i kategorien 'Året podcast'. Serien blev af lytterne til podcastserien 'Mørkeland' kåret som 'Bedste Danske True Crime-podcast i 2020. 
I 2020 deltog Jørn Stjerneklar i Jan Grarups podcast på Radio 4 med titlen Coronoa i Sydafrika
I april 2023 udkom Jørn Stjerneklar med selvbiografien 'Hjertet glemmer ikke, hvad øjet har set'. Bogens 496 sider tager læseren med på 40 års rejse på det afrikanske kontinent.
I august 2023 udkom Jørn Stjerneklar med romanen 'Natsværmer - en thriller fra Afrika'. De 400 sider handler om islamisk terror i Øst- og Centralafrika. 
I oktober 2023 udkom Jørn Stjerneklar i samarbejde med journalist Helle Maj med en 82 sider lang rapport om fotograf Jan Grarups arbejde i Rwanda under og efter folkedrabet i 1994. Rapporten afslører, at Jan Grarup har løjet overfor læsere, seere og lyttere om sin rolle i Rwanda både under og efter folkedrabet. Hans fortællinger er bygget på løgn.

## Udmærkelser
- 2009: Årets tv-fotograf
- 2011: Timbuktuprisen
- 2020: Prix Radio
- 2020: Bedste True Crime-podcast hos Mørkelands lyttere

## Henvisning
1. ↑  Pressefotografforbundet. "Jørn Stjerneklar i helvede". Hentet 2011-01-23.{{cite web}}:  CS1-vedligeholdelse: url-status (link)
2. 1 2  Nils Thorsen (7. marts 2009). "Krigsreporteren: Vi kan alle slå vores nabo ihjel". Politiken. Hentet 2011-01-23.
3. ↑  "Planen". DR.
4. 1 2  "Jørn Skjerneklar - LinkedIn".{{cite web}}:  CS1-vedligeholdelse: url-status (link)
5. ↑  Christian M. Jakobsen (30. april 2008). "Lars Løkke gav penge til Bin Ladens drenge..." Avisen.dk.
6. ↑  https://www.dr.dk/radio/p1/p1-dokumentar/p1-dokumentar-2016-01-07-13-03
7. ↑  "Tyg på den". Mayday Press. Arkiveret fra originalen 19. april 2014. Hentet 17. marts 2013.
8. ↑  Dansker får livstid i Sydafrika for drab og pædofili
9. ↑  https://www.dr.dk/tv/se/hvid-mands-dagbog/hvid-mands-dagbog-2/hvid-mands-dagbog-1-3
10. ↑  Vinderne 2019, cphtvfestival.dk, hentet 14. marts 2019{{citation}}:  CS1-vedligeholdelse: url-status (link)
11. ↑  https://vimeo.com/152806098
12. ↑  Vi fik PTSD - her fortæller tre fotografer deres historier - Journalisten
13. ↑  Radio Documentary and Reportage Shortlist - Prix Italia - Rai
14. ↑  Her er vinderne af Prix Radio 2020
15. ↑  https://www.facebook.com/notes/m%C3%B8rkeland/m%C3%B8rke-awards/612533969537489/
16. ↑  Podcast
17. ↑  "Hjertet glemmer ikke, hvad øjet har set | Lindhardt og Ringhof". Arkiveret fra originalen 23. april 2023. Hentet 23. april 2023.
18. ↑  "Få Natsværmer af Jørn Stjerneklar som e-bog i ePub format på dansk". Arkiveret fra originalen 2. september 2023. Hentet 2. september 2023.
19. ↑  Mayday Press - forlaget